# Buenas noches, señor monstruo
Buenas noches, señor monstruo es una película española dirigida por Antonio Mercero y estrenada el 18 de diciembre de 1982. A la estela del éxito comercial demostrado de las películas protagonizadas por grupos musicales infantiles, se rodó esta película con Regaliz, un remedo de los más célebres Parchís, interviniendo también otra popular estrella infantil del momento, Miguel Ángel Valero, conocido por su papel de Piraña en la serie Verano Azul.

## Reparto
- Regaliz como Ellos mismos.
- Fernando Bilbao como El Monstruo.
- Luis Escobar como Conde Drácula.
- Andrés Mejuto como Doctor Frankenstein.
- Guillermo Montesinos como Quasimodo.
- Paul Naschy como El Hombre Lobo.
- Miguel Ángel Valero como El Hijo de Drácula.
- Lorenzo Ramírez como Guía del museo.
- Rosa Redondo como Señorita Sara.
- Nina Ferrer como Señorita.

## Argumento
Cuatro chicos, en una excursión se extravían en el bosque en medio de una tormenta y acuden a refugiarse a un caserón abandonado. Allí conocerán y se enfrentarán a Drácula, el Hombre lobo, Quasimodo y el Doctor Frankenstein. Pese a los intentos de los monstruos para asustarlos y de paso, recuperar el prestigio perdido, los muchachos, con la ayuda del hijo del conde Drácula, harán frente a las malvadas criaturas.
- Datos: Q5735031